# Tiburones de Aguadilla
I Tiburones de Aguadilla sono stati una società cestistica avente sede a Aguadilla, a Porto Rico. Fondati nel 1993, hanno giocato nel campionato portoricano. Si sono sciolti nel 1997.